# 樋口健夫
樋口 健夫（ひぐち たけお、1946年 - ）は、アイデアマラソン発想法の考案者。

## 経歴
京都府出身。京都市立日吉ヶ丘高等学校、大阪外国語大学英語学科卒業。マコーリー大学(オーストラリア)に留学。
三井物産に入社。ラゴス・リヤド・ハノイの事務所に勤める。その後、東京通信ネットワーク出向を経て、2000年から
カトマンドゥ事務所長。四年半勤めたのち2004年8月退職。
商社マンとして働く傍ら、ノートを使った創造的自己啓発技法「アイデアマラソン発想法」(通称、アイデアマラソン/IMS)を考案、実践。
「アイデアマラソン研究所」を設立し、IMSの普及と開発を行っている。
また、エッセイの執筆や、翻訳も行っている。
現在、大阪工業大学、筑波大学、電気通信大学、三重大学などの非常勤講師。

## アイデアマラソン発想法
樋口が考案した創造的自己啓発技法で、「『発想の分野を限定しないで、個人が考えたものを、即時、できるだけ早く、できるだけ短く、ノートやパソコンデータに記録し、周りに話をする』発想システム」(IMS研究所のホームページより)である。
基本的なルールは、オリジナルの発想を1日最低一個考え、ノートに記録すること。オリジナルであれば、それを出す方法はどんなものでもよい。
樋口がこれを始めたのは1984年1月から。樋口自身はこれまでに373冊のノートに317,950個の発想を記録しているという。(2010年2月6日現在)
そのほかの具体的な書き方は、IMS研究所のホームページや、著書「思いつきをビジネスに変えるノート術」(PHPエル新書)などに詳しい。

## 著書
- 商社マンがゆく(妻との共著)
- この人たちはなぜ成功したのか(妻との共訳)
- マラソンシステム
- 仕事ができる人のノート術
- 企画がスラスラ湧いてくるアイデアマラソン発想法
- 思いつきをビジネスに変えるノート術
- 稼ぐ人になるアイデアマラソン仕事術
- できる人のノート術

ほか多数